# 山口県道359号大下日南瀬線
山口県道359号大下日南瀬線（やまぐちけんどう359ごう おおしたひなたぜせん）は、山口県萩市を通る一般県道である。

## 概要
萩市大字佐々並の山口県道10号山口福栄須佐線交点から国道262号交点に至る。

### 路線データ
- 起点：萩市大字佐々並（山口県道10号山口福栄須佐線交点）
- 終点：萩市大字佐々並（国道262号交点、山口県道62号山口旭線終点）

## 歴史
- 1983年（昭和58年）3月18日 - 山口県告示第270号により認定される。
- 2005年（平成17年）3月6日 - 萩市と阿武郡に属する6町村（須佐町、田万川町、旭村、川上村、福栄村、むつみ村）が対等合併して改めて萩市が発足したことに伴い起点および終点の地名表記が変更される（阿武郡旭村佐々並字大下→萩市佐々並字大下、阿武郡旭村佐々並字日南瀬→萩市佐々並字日南瀬）。

## 地理

### 通過する自治体
- 萩市

### 交差する道路
| 交差する道路                                                   | 交差する場所 | 交差する場所 |
| -------------------------------------------------------------- | ------------ | ------------ |
| 山口県道10号山口福栄須佐線                                     | 大字佐々並   | 起点         |
| 国道262号 山口県道10号山口福栄須佐線 重複 山口県道62号山口旭線 | 大字佐々並   | 終点         |

### 峠
- 日南瀬峠（萩市大字佐々並）